# Thesium bertramii
Thesium bertramii är en sandelträdsväxtart som beskrevs av Georges Vincent Aznavour. 
Thesium bertramii ingår i släktet spindelörter och familjen sandelträdsväxter. Inga underarter finns listade i Catalogue of Life.